# Benjamín Arellano Félix
Benjamín Arellano Félix (Culiacán, Sinaloa, 12 de marzo de 1952) es un exnarcotraficante mexicano que junto a sus hermanos fundó y dirigió el Cártel de Tijuana, una organización criminal dedicada al narcotráfico.

## Biografía
Benjamín Arellano Félix nació el 12 de marzo de 1952 en Culiacán, Sinaloa. Es el segundo de los seis hermanos Arellano Félix: Francisco Rafael, Benjamín, Carlos, Eduardo, Ramón y Francisco Javier. También tiene una hermana, Enedina Arellano Félix, de quién se dice es la actual líder de la organización.
Benjamín fue arrestado por primera vez el 18 de junio de 1982, en Downey, California, por recibir 100 kilos de cocaína contrabandeados a través de la frontera de San Ysidro. Sin embargo, escapó de la custodia.

## Liderazgo
Benjamín asumió el mando del cártel en 1989 tras la detención de su tío Miguel Ángel Félix Gallardo, quién les heredó la plaza de Tijuana, Baja California, dónde comenzaron con el contrabando de drogas hacia los Estados Unidos.
Así nacería el Cártel de Tijuana, considerada una de las organizaciones criminales más poderosas de su época que llegó a dominar toda la península de Baja California desde Tijuana hasta Los Cabos. Lo que distinguió principalmente a esta organización fue su profunda rivalidad con el Cártel de Sinaloa, liderado por Joaquín Guzmán Loera alias El Chapo e Ismael Zambada García alias El Mayo. Como consecuencia de dicha rivalidad, la ciudad fronteriza de Tijuana se convirtió en una de las más violentas del país.
Uno de los episodios de violencia más notorios derivado de la rivalidad entre el Cártel de Tijuana y el Cártel de Sinaloa fue el asesinato del cardenal Juan Jesús Posadas Ocampo ocurrido el 24 de mayo de 1993 en el Aeropuerto Internacional de Guadalajara. La versión oficial indica que el Obispo fue asesinado por sicarios de los Arellano Félix porque estos confundieron a Posadas Ocampo con El Chapo Guzmán. Como resultado, Guzmán Loera fue capturado semanas después en Guatemala lo que le propinó más poder a los Arellano Félix.
Sin embargo, el 19 de enero de 2001 Guzmán se fugó de prisión lo que provocó que las tensiones entre ambos líderes se reanudarán. Prueba de ello fue un atentado ocurrido en febrero de 2002 en Mazatlán, donde murió su hermano Ramón Arellano Félix cuando este supuestamente buscaba asesinar a El Mayo Zambada.
Anteriormente, en 1998 los hermanos Arellano Félix habían sido acusados en EE. UU. por tráfico de drogas y Ramón había sido incluido en la lista de los 10 más buscados por el FBI.

## Arresto
Benjamín Arellano fue arrestado por el Ejército Mexicano el 9 de marzo de 2002 en la ciudad de Puebla, México y fue trasladado al penal de La Palma.
Benjamin fue extraditado a los Estados Unidos el 29 de abril de 2011 para enfrentar cargos de tráfico de cocaína a California. El 4 de enero de 2012, se declaró culpable de crimen organizado y conspiración para lavar dinero, y fue sentenciado a 21 años de prisión el 2 de abril de 2012. Su liberación está programada para el 28 de abril de 2032.

## En la cultura popular
En la serie de Netflix y Univision de 2017, El Chapo, Carlos Hernán Romo interpreta a Benjamín Avendaño (una interpretación ficticia de Benjamín Arellano Félix). Es interpretado por Alfonso Dosal en la serie de Netflix Narcos: México.